# داستان‌های آمریکایی، غذا، خانواده و فلسفه
داستان‌های آمریکایی، غذا، خانواده و فلسفه (فرانسوی: Histoires d'Amérique‎) فیلمی در ژانر درام به کارگردانی شانتال آکرمن است که در سال ۱۹۸۹ منتشر شد. از بازیگران آن می‌توان به استر بالینت، جودیت مالینا، و کرک بالتز اشاره کرد.